# S. Epatha Merkerson
Sharon Epatha Merkerson (Detroit, 28 de novembro de 1952) é uma atriz americana.
Foi premiada com Prêmios Globo de Ouro, Prémios Screen Actors Guild, Emmy Awards por seu trabalho em Lackawanna Blues. Ela também recebeu duas indicações ao Tony Award. É mais conhecida por seu papel como a tenente Anita Van Buren no seriado de longa data Law & Order.
Desde 2015, interpreta Sharon Goodwin na série Chicago Med.